# Kuurne-Bruxelles-Kuurne 1982
La Kuurne-Bruxelles-Kuurne 1982, trentottesima edizione della corsa, si svolse il 7 marzo su un percorso di 203 km, con partenza e arrivo a Kuurne. Fu vinta dal tedesco Gregor Braun della squadra Capri Sonne davanti al belga Eddy Planckaert e all'irlandese Sean Kelly. Si trattò della prima vittoria di un ciclista tedesco in questa competizione.

## Ordine d'arrivo (Top 10)
| Pos. | Corridore        | Squadra       | Tempo    |
| ---- | ---------------- | ------------- | -------- |
| 1    | Gregor Braun     | Capri Sonne   | 5h18'00" |
| 2    | Eddy Planckaert  | Splendor      | a 44"    |
| 3    | Sean Kelly       | Sem-France L. | s.t.     |
| 4    | Étienne De Wilde | La Redoute    | s.t.     |
| 5    | Jan Raas         | TI-Raleigh    | s.t.     |
| 6    | Eddy Vanhaerens  | Safir-Marc    | s.t.     |
| 7    | Dirk Demol       | DAF Trucks    | s.t.     |
| 8    | Luc Colijn       | DAF Trucks    | s.t.     |
| 9    | Paul Sherwen     | La Redoute    | s.t.     |
| 10   | Kurt Dockx       | Fangio        | s.t.     |